# Guerra de les Dues Roses

La rosa roja dels Lancaster

La rosa blanca dels York

La Guerra de les Dues Roses o Guerra de les Roses (1455-1485) va ser una sèrie de guerres civils pel tron del Regne d'Anglaterra que va enfrontar els partidaris de la Casa de Lancaster i la Casa de York. Les dues descendien de la casa reial dels Plantagenet, a través del rei Eduard III.
Els participants a la guerra eren majoritàriament l'aristocràcia terratinent i els exèrcits dels senyors feudals. El suport per les dues cases era condicionat per factors dinàstics, com matrimonis entre la noblesa o la concessió de títols feudals, i les lleialtats de molts dels participants van canviar durant els diferents enfrontaments. Per aquest motiu resulta complicat de fer un seguiment de les aliances i els equilibris de poder durant el conflicte.
La Guerra va acabar amb l'extinció de la línia dels Plantagenet i va debilitar molt a la noblesa. Aquest període de guerra civil va marcar el declivi de la influència anglesa al continent europeu, el debilitament del poder feudal dels nobles, i l'increment del poder dels comerciants i la centralització del poder monàrquic sota la nova dinastia dels Tudor. La fi de la guerra és considerada pels historiadors com la fi de l'l'edat mitjana anglesa i l'inici del renaixement.
El nom del conflicte, producte del romanticisme, té el seu origen en què els emblemes heràldics de les dues cases eren una rosa.

## Els orígens: la disputa successòria
La disputa entre les dues cases té els seus orígens el 1399 amb la deposició del rei Ricard II per part del seu cosí Enric Bolingbroke, el duc de Lancaster. Enric era el fill del tercer fill d'Eduard III i, per tant, la seva candidatura al tron era feble. D'acord amb les normes successòries i amb la tradició, la corona hauria d'haver passat als descendents masculins de Lionel d'Anvers, el segon fill d'Eduard, i de fet Ricard II ja havia nomenat Edmund Mortimer com el seu hereu. Tanmateix, Bolingbroke tenia un exèrcit al darrere i el control de la situació, mentre que Edmund tan sols tenia 8 anys. Com que el regnat de Ricard II havia estat molt impopular, es va tolerar la usurpació d'Enric que es feu coronar com a Enric IV.
Però al cap d'uns anys d'haver pres el tron, els descontents organitzaren una sèrie de rebel·lions a Gal·les, Cheshire i Northumberland, fent servir la figura de Mortimer com a nexe d'unió. Enric IV va aplacar les revoltes, i garantí la successió de la seva línia en la figura del seu fill Enric V.
Enric V va ser un gran soldat, i els seus èxits militars a França durant la Guerra dels Cent Anys li atorgaren una gran popularitat, afermant els Lancaster al tron.
Però el següent rei Lancaster, Enric VI, resultà un rei feble que a més patia alienacions mentals. A més a més Ricard de Conisburgh de la Casa York (fill del quart fill d'Eduard III), es va casar amb Anna Mortimer, la germana d'Edmund Mortimer. Això convertia els drets successoris dels York en tant o més vàlids que els de la dinastia dels reis Lancaster.

## El regnat d'Enric VI

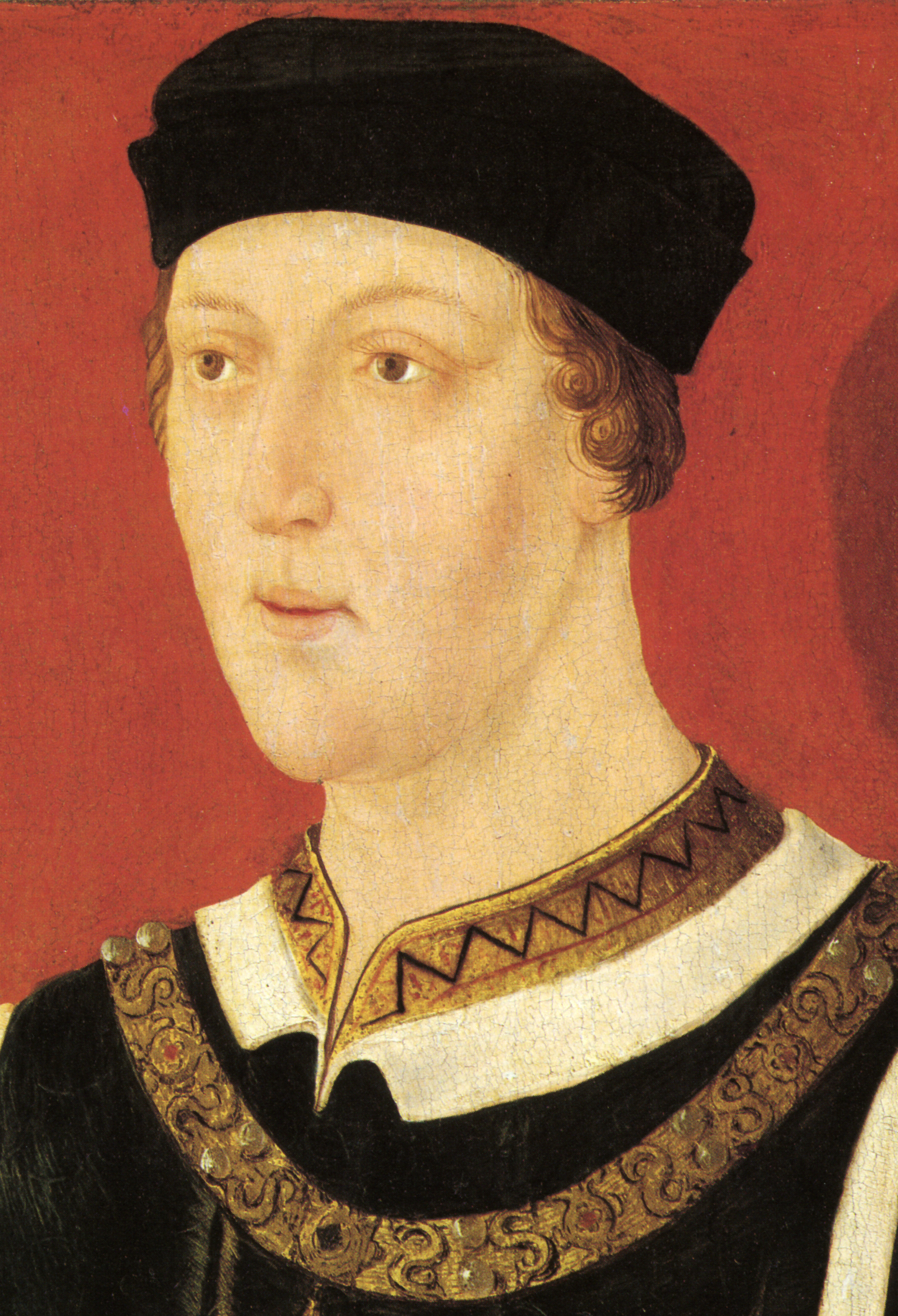
Enric VI

Quan Enric VI va pujar al tron el 1422, era un nadó de tan sols nou mesos. La primera part del seu regnat el govern estava en mans de regents i consellers. Els francesos van obtenir una sèrie de victòries en la Guerra dels Cent Anys i de mica en mica van anar recuperant les conquestes continentals angleses, incloent-hi les obtingudes per Enric V. A la cort les diferents faccions es barallaven pel poder: Humbert de Gloucester va ser acusat de traïció i morí esperant judici, i el duc de Suffolk va ser exiliat i assassinat. Enric VI no prenia part en cap de les intrigues i era vist com un rei dèbil que, a més, patia episodis de bogeria.
El Duc de Somerset prengué el control del govern i intentà de negociar la pau amb els francesos. Mentrestant Ricard Plantagenet, el Duc de York, s'erigí com a representant dels que volien continuar la guerra amb França.
La creixent discòrdia a la cort també es reproduïa a tot el país. Les famílies nobles s'embarcaren en baralles privades sense mostrar cap mena de respecte per l'autoritat reial. La més coneguda d'aquestes baralles enfrontà els poderosos Percy i Neville, però n'hi hagué moltes altres que especialment enfrontaven les cases nobles d'antiga tradició amb les famílies nouvingudes que Enric IV havia donat títols i terres com a agraïment al seu suport. Un factor que va contribuir a aquestes guerres internes va ser la pèrdua dels territoris a França, que havia fet tornar a molts soldats desocupats al territori anglès.
Com que el rei era fàcilment manipulable, aquells de la cort més pròxims a ell monopolitzaven el poder, mentre que Ricard i els seus n'eren apartats. La reina d'Enric, Margarida d'Anjou, va conspirar amb altres nobles per reduir el poder dels York. Les tensions entre els York i els Lancaster, afegides al creixent malestar entre la població, els abundants feus entre la noblesa i la corrupció a la cort d'Enric VI van propiciar l'esclat de la guerra civil.

## L'inici de la guerra

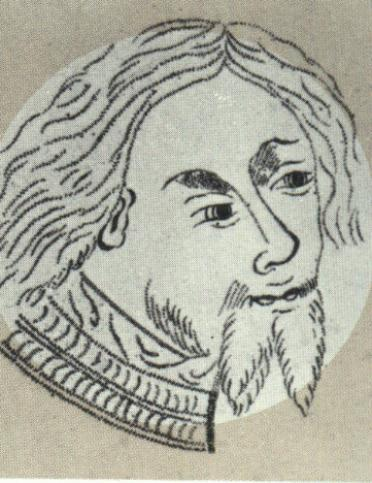
Ricard Plantagenet, Duc de York

Ricard Plantagenet, cada cop més acorralat, va decidir finalment de recórrer a l'enfrontament armat. El primer encontre va ser el 22 de maig de 1455, a la Primera Batalla de Sant Albans. La batalla va acabar amb una derrota dels Lancasters, i la mort d'alguns dels seus líders destacats com Somerset i Northumberland. D'entrada les úniques intencions que Ricard havia manifestat eren apartar els "mals consellers" del costat del rei Enric. Per això quan els York van capturar el rei, que es trobava seient tranquil·lament a la seva tenda patint un altre atac de bogeria, es van limitar a fer que els atorgués un altre cop posicions d'influència. Es va intentar reconciliar ambdós bàndols i Ricard va ser nomenat Protector, apartant Margarida de la presa de decisions.
Els problemes van començar a sorgir quan es plantejà el dilema de nomenar com a successor del rei Enric VI el seu fill Eduard o el mateix Duc de York Ricard. Margarida es va oposar frontalment a qualsevol solució que allunyés el seu fill del tron. El 1456, mentre ella i el rei eren de viatge, Margarida va decidir no tornar a Londres i establir la cort a Coventry. Des d'allí va aconseguir que el rei anul·lés el nomenament de York com a protector, i el va obligar a tornar al seu càrrec de lloctinent a Irlanda.

## La represa de les hostilitats i l'Acta d'Acord
El setembre de 1459 York va tornar d'Irlanda sense permís, i les hostilitats es van reprendre. Tot i que d'entrada els Lancasters van ser incapaços d'aturar l'avanç dels York, la seva victòria a la Batalla del Pont de Ludford van obligar a fugir els líders rivals. Ricard va tornar a Irlanda, i el seu fill Eduard i el Comte de Warwick es van refugiar a Calais.
Durant el següent any, Warwick va anar organitzant ràtzies a la costa anglesa des de Calais, augmentant la sensació de caos al regne. El 1460 va organitzar una invasió en tota regla, i ràpidament prengué el control de Kent i Londres. Enric va liderar un exèrcit per combatre'ls, i el 10 de juliol de 1460 Yorks i Lancasters es van tornar a enfrontar a la Batalla de Northamton. La batalla va resultar desastrosa pels Lancasters, que van ser derrotats, i per segona vegada a la guerra els Yorks van capturar el rei Enric mentre es trobava patint un nou atac de bogeria a la seva tenda. Amb el rei al seu control, els yorkistes van tornar a Londres.
Animat pels èxits militars de la seva facció, Ricard va tornar a Gran Bretanya amb la intenció de reclamar el tron per a ell basant-se en els seus drets dinàstics superiors a la línia lancastriana. Desembarcant al nord de Gal·les, ell i la seva esposa Cecília van entrar a Londres amb tota la cerimònia habitualment reservada per als monarques. Quan el Parlament s'hagué reunit, Ricard va entrar i es va asseure directament al tron. Els lords van emmudir sorpresos per la seva presumpció, incloent-hi els seus aliats Warwick i Salusbury. L'objectiu dels revoltats havia estat expulsar els consellers hostils de rei, i no substituir-lo.
L'endemà Ricard els va presentar genealogies detallades per defensar la seva candidatura al tron basant-se en la seva descendència de Lionel d'Anvers, i va trobar-se amb més comprensió per part dels parlamentaris. L'octubre de 1460 es va aprovar, per un marge de cinc vots, l'Acta d'Acord. Segons l'acta Enric VI havia de continuar com a rei, però Ricard era designat com el seu successor en detriment del seu fill de sis anys Eduard. Ricard va acceptar el tracte, que també el designava Protector del Regne i li permetia governar en nom d'Enric. L'Acta d'Acord va ser considerada inacceptable pels Lancaster, que es van aplegar al nord amb Margarida i el príncep Eduard per formar un exèrcit.

## El contraatac dels Lancaster

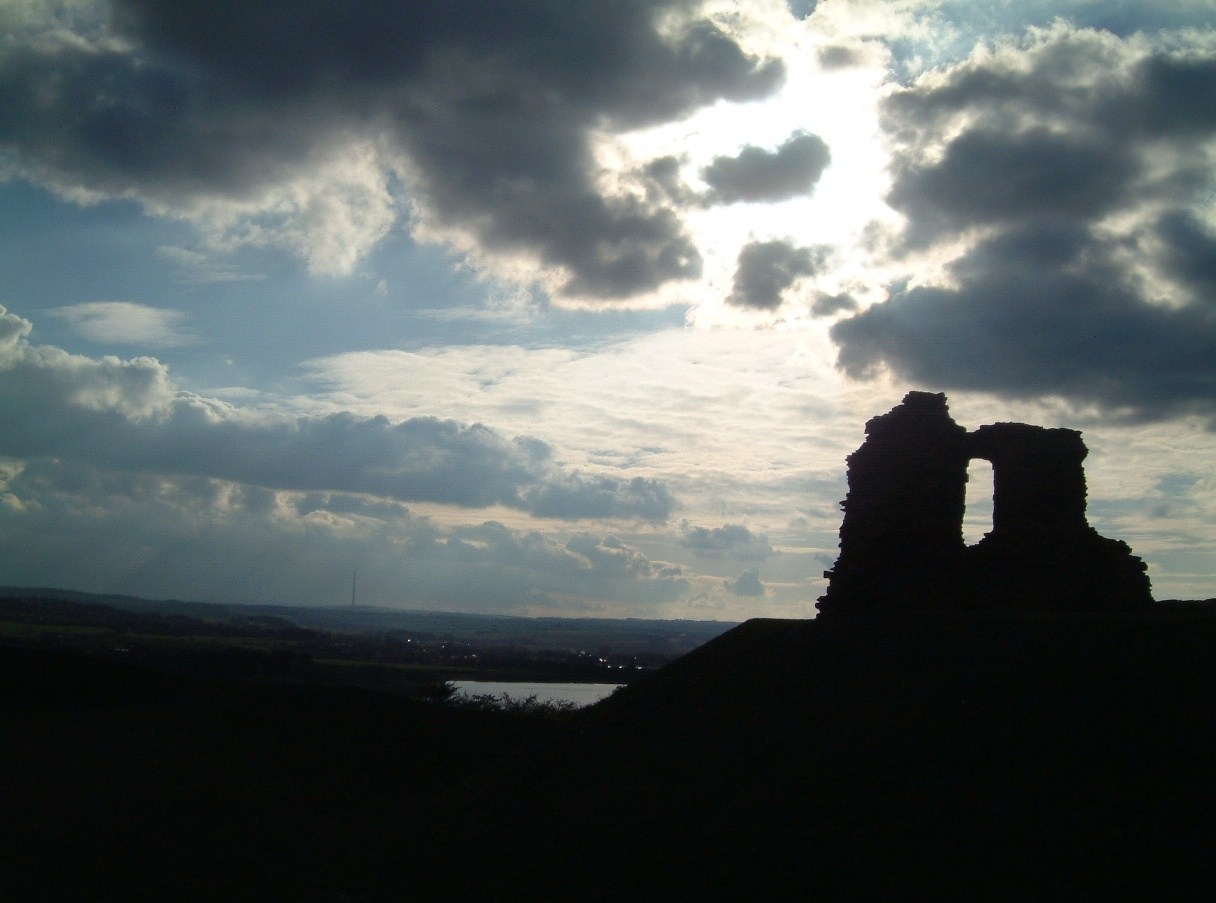
Ruïnes del Castell de Sandal

El Duc de York va voler consolidar la seva posició de força impedint que l'exèrcit de Margarida es fes fort al nord. El Nadal de 1460 Ricard va acampar en una posició defensiva al Castell de Sandal, prop de Wakefield. Tot i que els informes afirmaven que l'exèrcit de Margarida superava el de Ricard per dos a un, el 30 de desembre Ricard de York va ordenar abandonar el castell i llançar un atac. El seu exèrcit va sofrir una derrota contundent a la Batalla de Wakefield. El mateix Ricard va morir en el combat, i el seu fill de 17 anys, Edmund, i el comte de Salsbury van ser capturats i executats. Margarida va ordenar que els caps de tots tres fossin penjats sobre les portes de la ciutat de York.
La mort de Ricard deixava al jove Eduard, de divuit anys, com a nou Duc de York i hereu al tron de la seva facció. Va portar el seu exèrcit a les marques entre Anglaterra i Gal·les, i obtingué una victòria contra el Comte de Penbroke a Herefordshire.
Margarida, mentrestant, havia promès el seu fill Eduard amb la filla de la reina d'Escòcia a canvi que aquesta li proporcionés un exèrcit. Margarida, però, no estava en condicions de pagar el seu creixent exèrcit i tan sols podia prometre als seus homes els botins del sud d'Anglaterra. A Londres, Warwick feia servir aquests saquejos com a arma de propaganda contra els Lancaster, i així aconseguí que la ciutat de Coventry es passés al bàndol dels York. Però Warwick no va ser a temps de reclutar un exèrcit prou poderós per plantar cara als Lancaster, i mentre Eduard era a Gal·les, va ser sorprès a la Segona Batalla de Sant Albans. Els Lancaster van obtenir una important victòria i van obligar les forces dels York a fugir abandonant el rei Enric.
La guerra ja s'havia tornat terriblement cruel, com exemplifica el fet que la reina Margarida va fer que el seu fill Eduard, de set anys, decidís la manera com havien de ser executats els cavallers York que havien rebut l'encàrrec de protegir Enric VI durant la batalla. Els cavallers no havien participat en la batalla; s'havien quedat a vigilar que al rei no li passés res i van romandre al seu costat sense ni tan sols fugir quan el seu bàndol va perdre la batalla.
L'exèrcit Lancaster va continuar cap al sud i va arribar a les portes de Londres, però el temor que els saquejos als comtats dels voltants es repetissin a la capital van fer que els barressin l'entrada. La ciutat va tancar les portes als Lancaster i va rebutjar de subministrar provisions a l'exèrcit.

## El triomf dels York

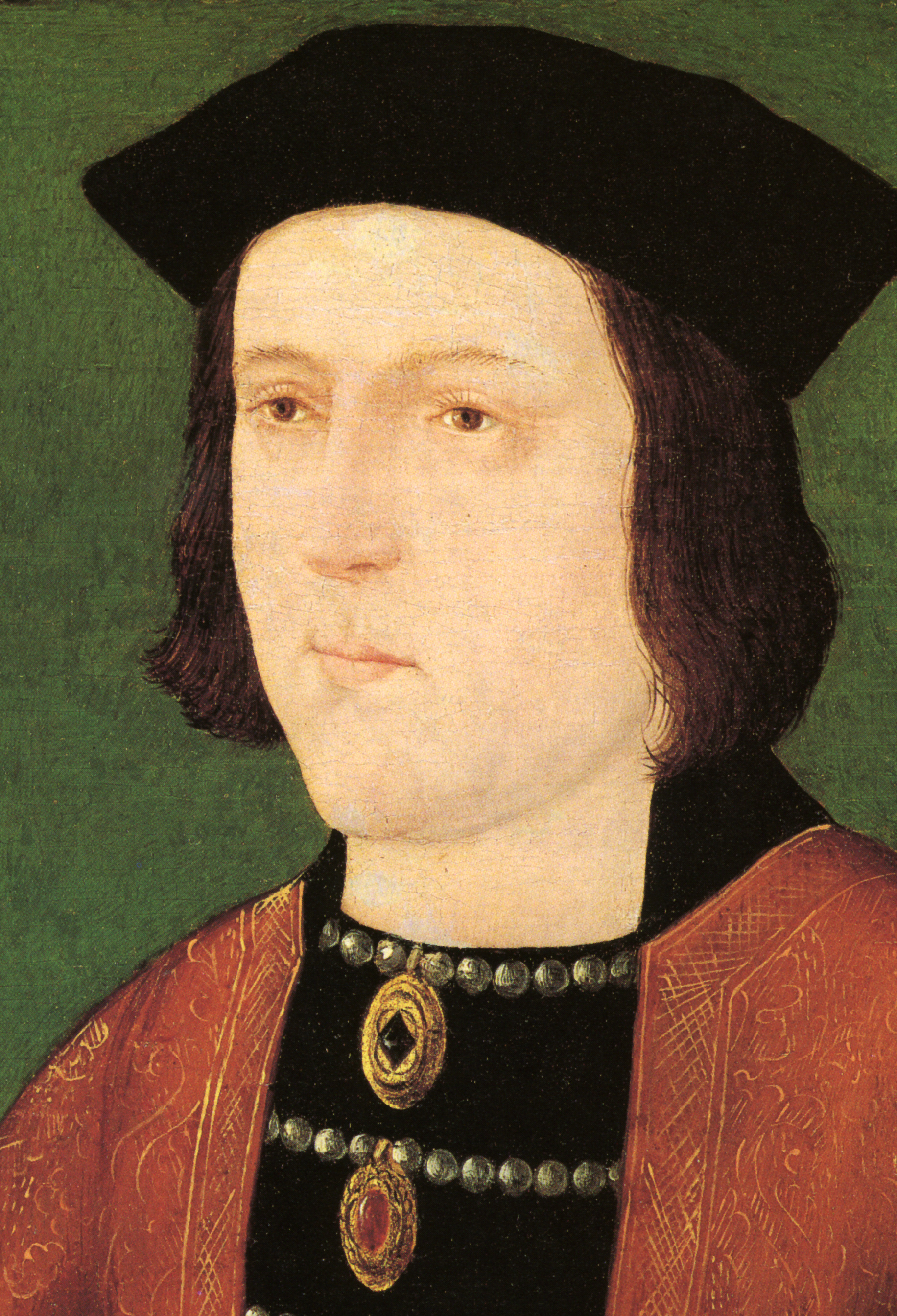
Eduard IV

Mentrestant Eduard va arribar a Londres des de l'oest i va unir el seu exèrcit al de Warwick. La reina es va retirar a Dunstable i Eduard i Warwick amb el seu exèrcit van ser benvinguts a Londres. La ciutat, majoritàriament partidària dels York, els va rebre amb entusiasme. Eduard ja no podia al·legar que la lluita era només per a apartar els mals consellers del rei: havia d'admetre que s'havia convertit en una guerra per la corona. Quan el bisbe de Londres va demanar l'opinió al poble, va contestar amb crits de "el rei Eduard". Ràpidament l'elecció va ser ratificada pel parlament, tot i que Eduard no va voler coronar-se oficialment fins que Enric i Margarida no fossin executats o exiliats. La justificació de la proclamació d'Eduard era que Enric havia perdut els seus drets a la corona en permetre que la seva reina ataqués els que, segons l'Acta d'Acord, eren els seus hereus. Tanmateix, cada cop més s'argumentava que la legitimitat a la corona corresponia als York i que tots els reis Lancaster havien estat usurpadors.
Eduard i Warwick van marxar cap al nord, i s'enfrontaren amb l'exèrcit dels Lancaster a Towton, prop de la ciutat de York. La batalla de Towton seria la batalla més important de la Guerra de les Dues Roses fins al moment. Les dues parts van acordar que aquell enfrontament havia de ser el que sentenciés la guerra i que es lluitaria a mort. Eduard va obtenir una decisiva victòria, en la que la majoria dels comandants dels Lancaster van morir. Molts dels nobles que van sobreviure van jurar lleialtat al rei Eduard. Enric i Margarida, que havien estat pendents de la batalla des de York amb el seu fill Eduard, van fugir cap a Escòcia. Eduard va avançar per capturar York, on encara penjaven els caps del seu pare, el seu germà i Salsbury, que van ser ràpidament substituïts per caps de nobles lancastrians que havien caigut en la batalla.
Eduard IV va ser coronat el juny de 1461 a Londres i va ser capaç de governar el regne amb relativa comoditat durant un període de 10 anys. De mica en mica els rebels Lancaster que encara resistien al nord van anar caient. En una de les revoltes al nord els York van aconseguir capturar al rei Enric VI, que va ser empresonat a la Torre de Londres.

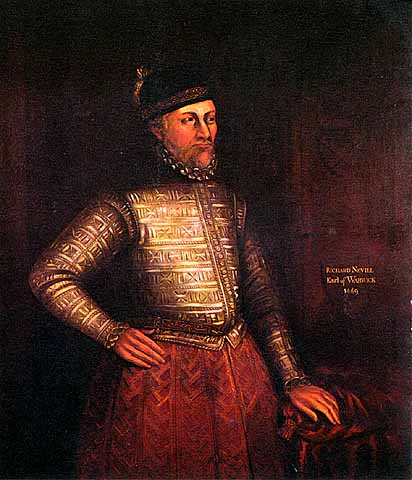
Ricard Neville, el comte de Warwick

## La restauració d'Enric VI
Les relacions entre el rei Eduard i el seu principal avalador (i antic mentor), el poderós comte de Warwick Ricard Neville, es van deteriorar cada cop més. Les causes foren diverses, però una de les més importants va ser la decisió d'Eduard de casar-se en secret amb Elisabet Woodville el 1464. Quan el rei va anunciar el matrimoni com un fet consumat, Warwick va quedar públicament en evidència, ja que s'havia estat dedicant a negociar un matrimoni entre Eduard i una princesa francesa per tal de guanyar una aliança estratègica. Que els Woodvilles van començar a ser preferits per sobre els Nevilles a la cort, Eduard va posar impediments per a deixar que les dues filles de Warwick (Isabel i Anna Neville) es casessin amb els seus dos germans, o que el rei preferís aliar-se amb Borgonya que no pas amb França com ell aconsellava, van aprofundir el ressentiment de Ricard Neville.
El 1469 Warwick es va aliar amb Jordi, germà d'Eduard i hereu aparent al tron. Van reclutar un exèrcit que va vèncer el rei i el va fer presoner. També va fer executar el pare de la reina, Ricard Woodville, i va obligar a Eduard a convocar el Parlament a York on es pretenia declarar Eduard un fill il·legítim i en conseqüència proclamar rei al seu germà Jordi. Però el germà d'ambdós, Ricard, amb el suport de la majoria dels nobles, es mantingué fidel al seu germà i va arribar al capdavant d'un gran contingent per alliberar el rei.
Ricard Neville i Jordi Plantagenet van ser declarats traïdors i van haver de fugir a França, on s'uniren a l'exiliada Margarida d'Anjou que intentava obtenir l'ajut del rei Lluís XI de França per recuperar el tron del seu marit. La filla de Warwick, Anna Neville, es casà amb el fill de Margarida i l'hereu Lancaster al tron: Eduard de Westminster. La tardor de 1470 Warwick va tornar a Anglaterra al capdavant d'un exèrcit.
Eduard no estava preparat per fer front a la invasió, i aquest cop es va veure obligat a fugir. Va ordenar al seu exèrcit que es dispersés, i va exiliar-se a Borgonya. Warwick va alliberar el rei Enric VI, el va fer desfilar pels carrers de Londres proclamant-lo rei de nou, i va declarar Eduard i el seu germà Ricard traïdors.

## La restauració d'Eduard IV
L'èxit de Warwick va ser efímer. A l'aliar-se amb el rei de França declarant la guerra a Borgonya, va involucrar a Carles de Borgonya en la disputa, que va ajudar militarment i financera Eduard perquè llancés una invasió a Anglaterra el 1471.

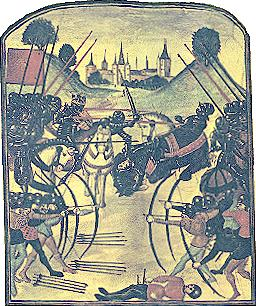
La Batalla de Tewkesbury segons un manuscrit de Gant.

Eduard va desembarcar amb un petit exèrcit a Ravenspur, i aviat va aconseguir guanyar la ciutat de York i aplegar simpatitzants. Aquest cop el seu germà Jordi va a trair a Warwick i va tornar amb el seu germà. Després de capturar Londres Eduard es va enfrontar a Warwick a la Batalla de Barnet, que es disputà enmig d'una densa boira. Alguns homes de Warwick s'atacaren els uns als altres per error, i el mateix Ricard Neville va morir mentre intentava recuperar el seu cavall.
Margarida i el seu fill Eduard havien desembarcat a Anglaterra i estaven reunint forces per a la causa Lancaster. El seu avanç es va interrompre quan la ciutat de Gloucester els impedí el pas a través del riu, i el seu exèrcit va ser derrotat en la batalla de Tewkesbury. Allí mori el príncep Eduard de Westminster, l'hereu al tron dels Lancaster de tan sols disset anys.
Amb Eduard IV un altre cop al tron, Enric VI va ser reclòs un altre cop a la Torre de Londres. Sense hereus que el succeïssin i amb els Lancaster derrotats, Enric VI va ser assassinat el 14 de maig de 1471, afermant la línia dels York al tron havent eliminat tots els rivals aparents.

## Ricard III

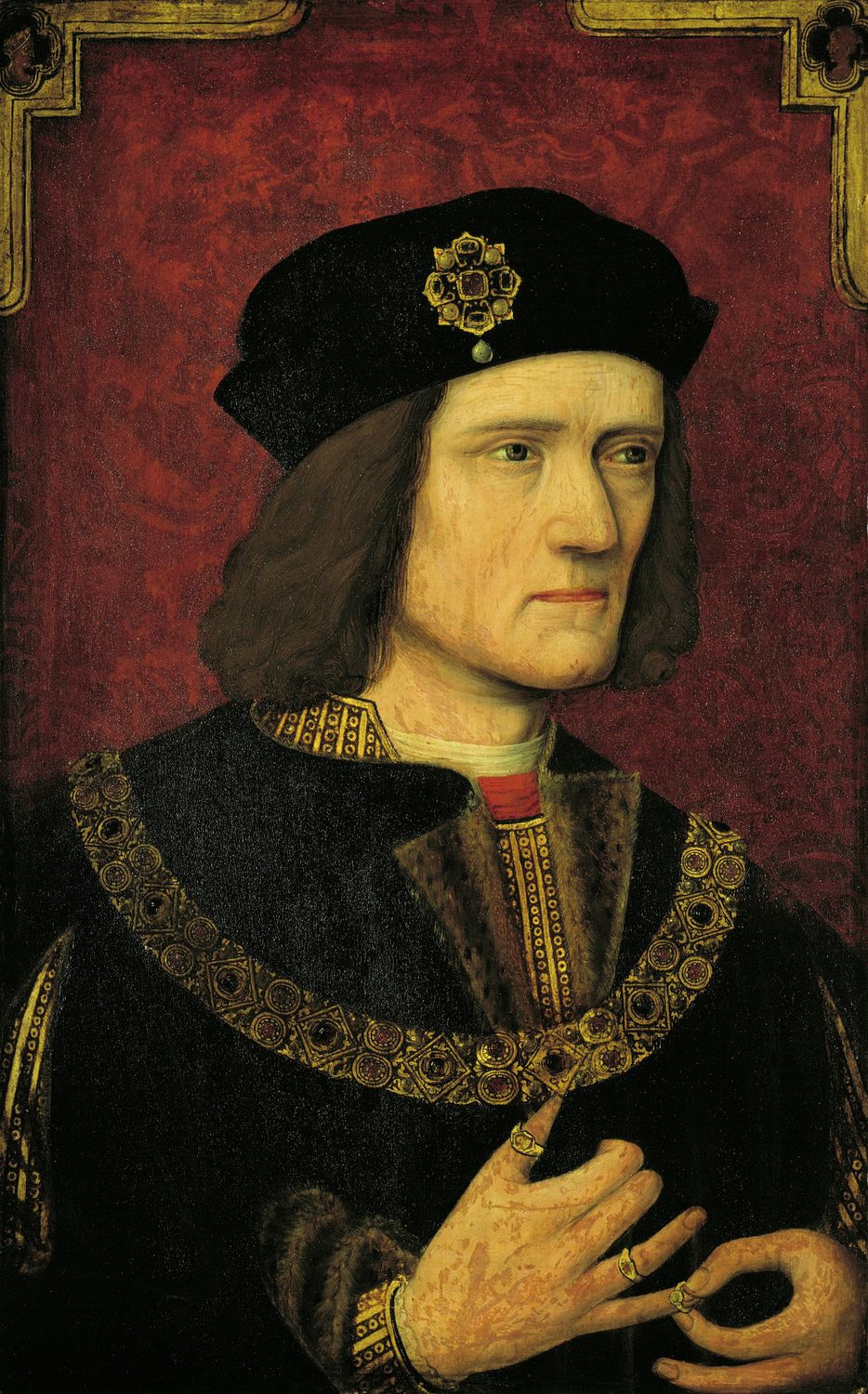
Ricard III d'Anglaterra

Amb tota l'oposició morta o a l'exili, la darrera etapa del regnat d'Eduard IV va veure el retorn de la calma a Anglaterra. Però quan els excessos d'Eduard IV el van portar a una mort prematura el 1483, les intrigues polítiques i dinàstiques van tornar a sorgir. El seu fill i hereu, Eduard V, tenia tan sols 12 anys, i la cort estava dividida entre els Wodvilles (els parents de la reina) i els que s'oposaven a la creixent influència que aquests havien anat adquirint. El germà d'Eduard, Ricard de Gloucester, havia estat nomenat en el seu testament com a Protector del Regne, i s'erigí en líder de la facció anti-Woodville.
Amb l'ajuda del Duc de Buckingham, Ricard de Gloucester va capturar el jove rei Eduard de les mans dels Woodville, i justificant-se en que calia protegir el rei, el va recloure a la Torre de Londres acompanyat del seu germà petit de tan sols 9 anys. Un cop reclosos els dos nois, Ricard va declarar que el matrimoni d'Eduard IV amb Elisabet Woodville havia estat il·legal i que en conseqüència els dos nois eren il·legítims. El Parlament va estar-hi d'acord, convertint a Gloucester en el rei Ricard III. Els dos nois, que serien coneguts com els "Prínceps a la Torre", van desaparèixer i probablement foren assassinats, tot i que la identitat del culpable és un misteri.

## Enric Tudor

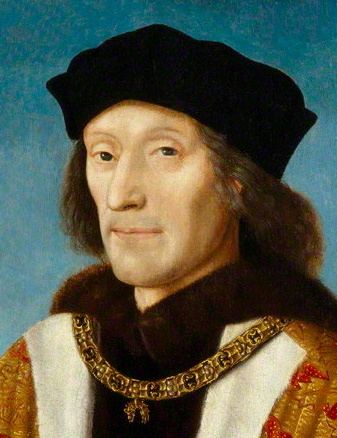
Enric VII

Mentrestant els la facció dels Lancaster s'aplegaven darrere Enric Tudor, que a través de la seva mare Margarida Beaufort descendia d'Eduard III (Joan Beaufort fou un fill bastard de Joan de Gant que va ser legitimat). A més a més, la Casa de Tudor estava estretament vinculada l'extingida Casa de Lancaster (com exemplifica el fet que l'avi d'Enric, Owen Tudor, es casés amb Caterina de Valois quan aquesta enviudà d'Enric V.

La rosa Tudor, creada al final de la guerra com a fusió d'ambdós emblemes.

Enric Tudor, que havia fugit a l'exili després de la desfeta dels Lancaster, va tornar a Anglaterra l'estiu de 1485 fins que va aconseguir derrotar a Ricard III a la Batalla del Camp de Bosworth. Ricard va morir durant la batalla i Enric es feu coronar com a Enric VII. Per reforçar la seva posició al tron es va casar amb Elisabet de York, filla d'Eduard IV i la pretendent de la nissaga dels York amb drets dinàstics superiors. D'aquesta manera, les dues línies s'unien i convertien la descendència de la parella en únics candidats al tron, com va voler simbolitzar unificant els símbols de les dues cases en el nou emblema dels Tudor: la rosa roja i blanca.
Les febles candidatures que durant els següents anys van declarar-se hereves de la causa York van ser ràpidament reprimides, i els pretendents executats.

## Batalles
| Batalla                       | Data                   | Guanyador (comandant)                         |
| ----------------------------- | ---------------------- | --------------------------------------------- |
| Primera Batalla de St. Albans | 22 de maig de 1455     | York (Ricard de York)                         |
| Batalla de Blore Heath        | 23 de setembre de 1459 | York (Ricard Neville, comte de Warwick)       |
| Batalla del Pont de Ludford   | 12 d'octubre de 1459   | Lancaster (Enric VI)                          |
| Batalla de Northampton        | 10 de juliol de 1460   | York (Ricard Neville, comte de Warwick)       |
| Batalla de Wakefield          | 30 de desembre de 1460 | Lancaster (Enric Beaufort)                    |
| Batalla de Mortimer's Cross   | 2 de febrer de 1461    | York (Eduard, duc de March i futur Eduard IV) |
| Segona Batalla de St. Albans  | 22 de febrer de 1461   | Lancaster (Duc de Somerset)                   |
| Batalla de Ferrybridge        | 28 de març de 1461     | York (Ricard Neville, comte de Warwick)       |
| Batalla de Towton             | 29 de març de 1461     | York (Eduard IV)                              |
| Batalla de Hedgeley Moor      | 25 d'abril de 1464     | York (Joan Neville, marquès de Montagu)       |
| Batalla de Hexham             | 15 de maig de 1464     | York (Joan Neville, marquès de Montagu)       |
| Batalla d'Edgecote Moor       | 26 de juliol de 1469   | Lancaster (Ricard Neville, comte de Warwick)  |
| Batalla de Lose-coat Field    | 12 de març de 1470     | York (Eduard IV)                              |
| Batalla de Barnet             | 14 d'abril de 1471     | York (Eduard IV)                              |
| Batalla de Tewkesbury         | 4 de maig de 1471      | York (Eduard IV)                              |
| Batalla del Camp de Bosworth  | 22 d'agost de 1485     | Lancaster (Enric Tudor)                       |